# 圣血圣殿

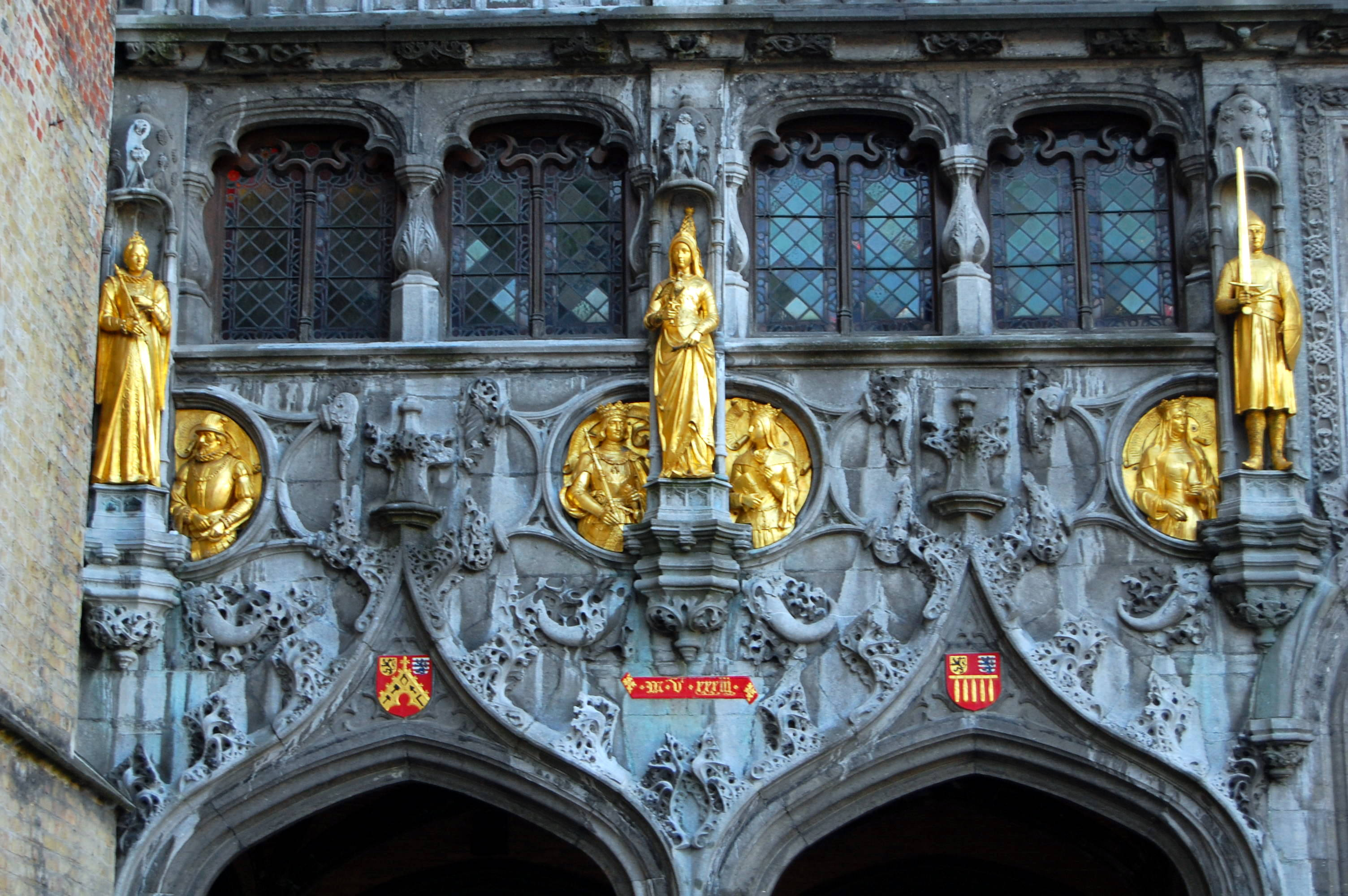
圣殿入口细部

圣血圣殿（荷蘭語：Heilig-Bloedbasiliek）是一座罗马天主教的宗座圣殿，位于比利时城市布鲁日。最初兴建于12世纪，作为弗兰德伯爵宫殿的小堂，这座教堂收藏有亚利马太的若瑟收集的圣血遗物，由弗兰德伯爵阿尔萨斯的蒂耶德里克从圣地带回。兴建于1134年到1157年，1923年升格为次级宗座圣殿。
这座12世纪的圣殿位于城堡广场，由上下两座小堂组成。下层小堂供奉圣巴西略，是一座未改动过的罗曼式建筑。圣血供奉在上层小堂，在16世纪重建为哥特式建筑，在19世纪又多次翻建，改为新哥特式建筑。

## 历史
1134年，阿尔萨斯的蒂耶德里克决定在弗兰德伯爵第一座宫殿（今天改为布鲁日市政厅）的旁边，兴建一座私人双小堂。1147年第二次十字军期间，蒂耶德里克第二次加入十字军。根据传统，阿尔萨斯的蒂耶德里克于1150年4月7日，带着宝血圣物回到了布鲁日。在13世纪上半叶，上层小堂更名为圣血小堂。

## 圣巴西略小堂
圣巴西略小堂是西弗兰德地区保存最好的罗曼式教堂之一，它兴建于1134-1149年，供奉圣巴西略，他的圣物由弗兰德伯爵罗布雷希特二世从小亚细亚卡帕多细亚地区的凯撒里亚马萨卡（今土耳其的开塞利）带回。